# Logística
La logística, del grec logikós (relatiu al raonament) és l'activitat i ciència que té per objecte proporcionar els materials i serveis que calen per a satisfer necessitats en qualitat, quantitat, moment i lloc adequats als consumidors objectiu. Originalment aquest terme provenia del món militar, juntament amb estratègia i tàctica, on la logística es referia a l'aprovisionament d'armes, munició, queviures, i tot el que era necessari en la milícia. A l'Imperi Romà ja es varen tractar per resoldre els problemes que a l'imperi li presentava el transport dels subministraments.

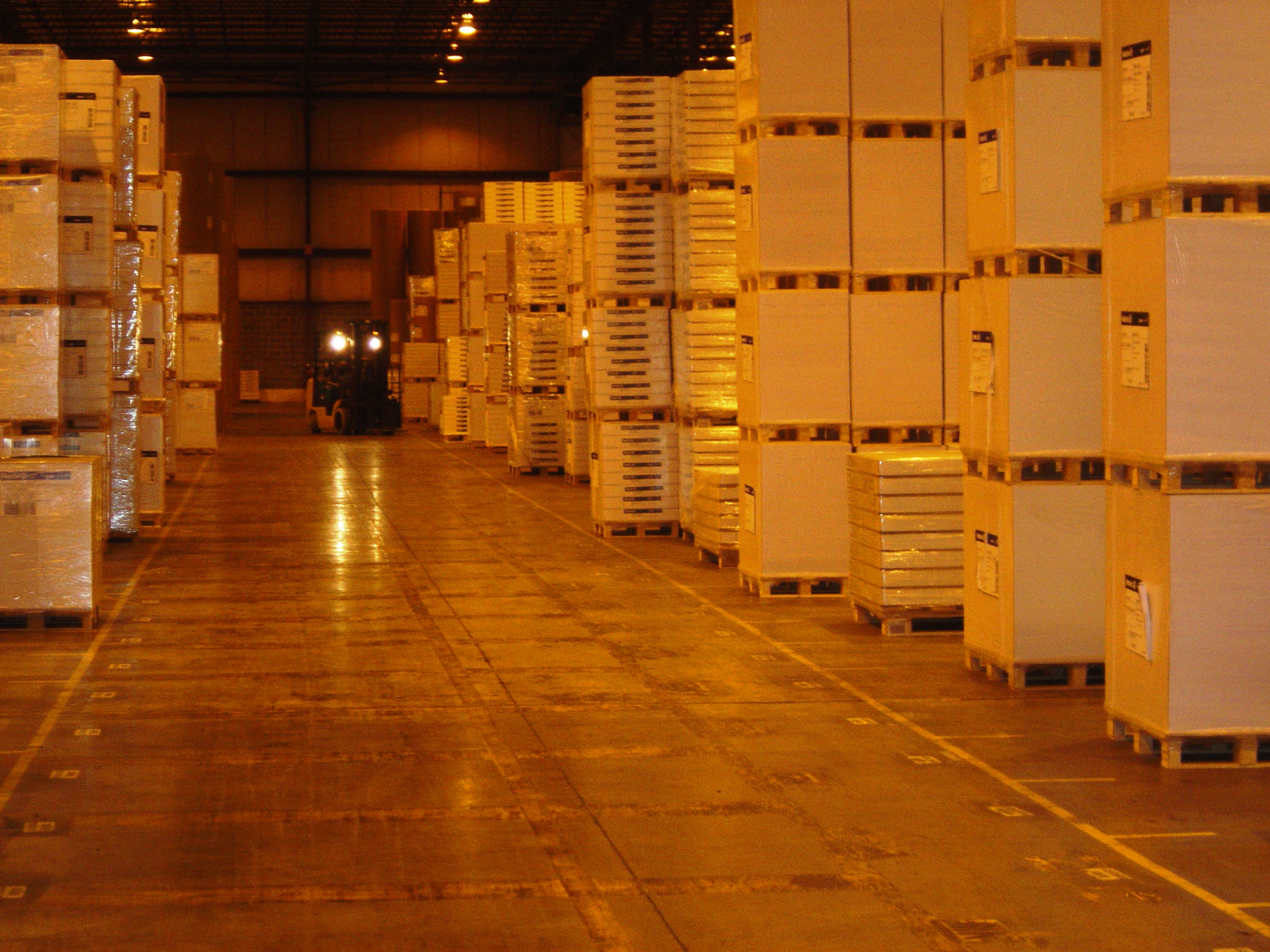
Magatzem logístic

En l'àmbit empresarial, la logística cobreix la gestió i la planificació de les activitats dels departaments de compres, producció, transport, emmagatzematge, manteniment i distribució. Es defineix la logística empresarial com «qualsevol moviment i emmagatzematge que faciliti el flux de productes des del punt d'adquisició dels materials fins al punt de consum o entrega, així com els fluxos d'informació que es posen en marxa, amb la finalitat de donar al consumidor el grau de servei adient a un cost raonable».
Un operador logístic és la persona o empresa que coordina les activitats del flux de materials i productes que requereixen una empresa des de la font de subministrament de materials fins a la seva utilització per part del consumidor final.

## Origen de la logística: antecedents i logística militar
Des de l'origen de la civilització, els productes que la gent desitja no es produeixen al lloc on es volen consumir o no estan disponibles quan es vol consumir. Aleshores, el menjar i altres productes existien en abundància només en determinades èpoques de l'any. Al principi, la humanitat va haver d'optar per consumir els productes al lloc on es trobaven o transportar-los a un lloc determinat i emmagatzemar-los allà per a ús posterior. Com que no existia un sistema desenvolupat de transport i emmagatzematge, el moviment dels productes es limitava al que una persona podia comportar, i l'emmagatzematge dels productes peribles era possible només per un període curt. Aquest sistema de transport i emmagatzematge obligava les persones a viure a prop dels llocs de producció ia consumir una gamma força petita de productes o serveis.
Quan els sistemes logístics van començar a millorar, el consum i la producció es van anar separant geogràficament. Les diferents zones es van especialitzar en allò que podien produir més eficientment. Així, l'excés de producció es va poder enviar de manera rendible a altres regions i els productes que no es fabricaven a la zona es van poder importar.

## Objectius principals
La missió fonamental de la logística empresarial és col·locar els productes adequats (béns i serveis) al lloc adequat, a el moment precís i en les condicions desitjades, contribuint el màxim possible a la rendibilitat de l'empresa.
La logística té com a objectiu la satisfacció de la demanda a les millors condicions de servei, cost i qualitat. S'encarrega de la gestió dels mitjans necessaris per assolir aquest objectiu (superfícies, mitjans de transports, informàtica, etc.) i mobilitza tant els recursos humans com els financers que siguin adequats.
Garantir la qualitat de servei, és a dir, la conformitat amb els requisits dels clients, dona un avantatge competitiu a l'empresa. Fer-ho a cost menor permet millorar el marge de benefici de l'empresa. Aconseguir-ho garantint la seguretat permet a l'empresa evitar sancions, però també comunicar temes actuals com el respecte del medi ambient, els productes ètics, etc. Aquests tres paràmetres permeten explicar el caràcter estratègic de la funció logística a moltes empreses (la pressió de l'entorn crea la funció). Actualment els directors de logística són membres dels comitès de direcció de les empreses i reporten als accionistes.
Els dominis de responsabilitat dels logístics són variats: operacionals (execució), tàctics (organització de l'empresa) i estratègics (plans estratègics, prospectiva, responsabilitat i coneixement).

## Cadena logística
En negocis o qualsevol tipus d'empresa la logística pot tenir un enfocament (intern o extern) que cobreix el flux des de l'origen fins al lliurament a l'usuari final. Tot plegat al mínim cost global per a l'empresa.
Hi ha dos avantatges
- Una optimitza un flux de material constant a través d'una xarxa d'enllaços de transport i de centres de l'emmagatzematge.
- L'altra coordina una seqüència de recursos per realitzar un determinat projecte.

Els sistemes de flux logístic s'optimitzen generalment per a una de diverses metes: evitar l'escassetat dels productes (en sistemes militars, especialment referit al combustible i la munició), reduir al mínim el cost del transport, obtenir un bé en un temps mínim o emmagatzematge mínim de béns (en temps i quantitat). El flux logístic és particularment important en la fabricació just in time (just a temps) en la qual el gran èmfasi es posa en reducció al mínim de l'inventari. Una tendència recent a grans cadenes de distribució és assignar aquestes metes als articles comuns individuals, més que optimitzar el sistema sencer per a un objectiu determinat. Això és possible perquè els plans descriuen generalment les quantitats comunes que s'emmagatzemaran a cada localització i aquests varien depenent de l'estratègia. El mètode bàsic d'optimitzar un sistema estàndard de distribució és utilitzar un arbre de cobertura mínima de distribució per dissenyar la xarxa del transport, i després situar els nodes d'emmagatzematge dimensionats per gestionar la demanda mínima, mitjana o màxima d'articles. Molt sovint, la demanda està limitada per la capacitat de transport existent fora de la localització del node d'emmagatzematge. Quan el transport fora d'un punt de l'emmagatzematge excedeix l'emmagatzematge o la capacitat entrant, l'emmagatzematge és útil només per igualar la quantitat de transport per unitat d'hora a fi de reduir pics de càrrega al sistema del transport.

## Operador logístic
És una empresa que s'encarrega d'operar la càrrega d'un client i lliurar-la en un punt; també desenvolupa un procés de gestió al llarg de la Cadena d'abastament per complir satisfactòriament els requeriments logístics dels seus clients, fent ús de diverses eines i coneixements que només es poden adquirir mitjançant la seva experiència en el sector corresponent.
En funció de tres factors fonamentals, es poden trobar diferents modalitats de serveis oferts pels operadors:

#### D'acord amb el tipus de procés
- Logística dedicada: Quan el servei prestat al client s'ofereix de forma exclusiva, previ disseny a la mida del projecte logístic requerit. És un servei monoclient.

- Logística compartida: Els serveis prestats formen part d'un catàleg ofert per l'operador logístic i, per tant, poden ser sol·licitats per altres empreses. És un servei multiclient.

#### D'acord amb la localització o ubicació física de l'operació
- Logística a l'empresa: Es duu a terme a les dependències de l'empresa contractant del servei, que cedeix part de les seves instal·lacions a la companyia subcontractada per desenvolupar la funció objecte del contracte.

- Logística fora de l'empresa: El servei s'executa a l'establiment de l'operador logístic, diferent de la ubicació de l'empresa subcontractant.

#### D'acord amb els recursos humans i tècnics
- Recursos propis: Quan s'utilitzen els recursos de l'empresa de caràcter fix o temporal, i la gestió del sistema va a càrrec de l'organització subcontractada.

- Recursos externs: Quan els recursos pertanyen a la companyia subcontractada i no a l'empresa subcontractant.

## Plataforma logística
És una zona delimitada a l'interior de la qual s'exerceixen les activitats relatives al transport, empaquetatge i distribució, per a trànsit nacional i/o internacional de mercaderies d'un o diversos operadors. Així, ha de tenir un règim de lliure concurrència per a totes les empreses interessades a executar les activitats anunciades; també ha d'estar dotada de tots els equips col·lectius necessaris per al funcionament de les activitats logístiques; comptar amb serveis comuns per a persones i vehicles usuaris; així mateix, pot ser administrada per una entitat única, pública, privada o mixta.
Les plataformes logístiques amb més de transport són:
- Zones d'activitats logístiques portuàries;
- Centres de càrrega aèria;[11]
- Ports secs;
- Plataformes logístiques multimodals.

## Logística digital
La logística digital és un concepte que sorgeix de la integració entre la logística tradicional i lera digital. Amb l'apogeu del correu electrònic i les descàrregues digitals reemplaçant productes físics, es podria parlar d'un cop per a la indústria de la logística, però, de fet, ha passat una cosa molt diferent: el sector de la logística ha introduït les innovacions digitals. En l'última dècada moltes companyies han experimentat un procés de transformació digital per adaptar-se als canvis que comporta aquesta nova etapa, abandonant qualsevol procés analògic com poden ser paperassa, trucades i tràmits. Amb la digitalització, els ja anomenats operadors logístics s'encarreguen d'operar la càrrega d'un client i lliurar-la en un punt utilitzant una plataforma logística en línia mitjançant la qual podeu realitzar i gestionar fluxos i enviaments de comunicacions digitalment.

## Funcions de l'àrea de logística
La funció logística s'encarrega de la gestió dels fluxos físics (primeres matèries, productes acabats…) i s'interessa al seu entorn. L'entorn correspon en aquest cas a:
- Recursos (humans, consumibles, energia…)
- Béns necessaris a la realització de la prestació (magatzems propis, eines, camions propis, sistemes informàtics…)
- Serveis (transports o magatzem subcontractats…)

La funció logística gestiona directament els fluxos físics i indirectament els fluxos financers i dinformació associats.
Els fluxos físics són generalment dividits entre els “de compra” (entre un proveïdor i el seu client), “de distribució” (entre un proveïdor i el client final) i “de devolució” (logística inversa).
Alhora, és interessant adoptar una visió més global sobre els operadors logístics, i és que molts d'aquests actors consideren que una de les tasques principals és optimitzar el procés logístic. D'acord amb aquesta visió, un operador logístic ha de no sols ocupar-se de l'emmagatzematge o transport de les mercaderies del seu client, sinó optimitzar tota l'operativa logística complementària per obtenir els millors resultats per a la clientela. Aquesta gestió pot incloure mercaderies de diferent naturalesa: industrial, ferreteria, jardineria, automoció, e-commerce, alimentació seca no refrigerada o begudes, entre d'altres.
Per garantir aquesta optimització, els operadors logístics es doten de moderns magatzems equipats amb les últimes tecnologies en gestió de stocks (com el programari GSA) i amb equips humans altament professionals i experimentats en l'àrea de logística. D'aquesta manera s'aconsegueix un control més gran dels actius dels clients, així com una reducció de costos.

### Logística de distribució
La logística de distribució inclou la gestió dels fluxos físics, avui coneguda com a DFI (distribució física internacional) i DFN (distribució física nacional), com a base per a les empreses que determinin el tipus o sistema més convenient per al flux dinàmic del seu inventari, d'informació i administratius següents:
- La previsió de l'activitat dels centres logístics.
- L'emmagatzematge.
- El cost, la caducitat i la qualitat de les mercaderies.
- El trasllat de mercaderies d'un lloc a un altre del magatzem amb els recursos i els equips necessaris.
- La preparació de les comandes o l'execució de cross-docking (trànsit).
- De vegades, la realització de petites activitats de transformació del producte (kitting, etiquetatge…).
- El transport de distribució fins al client.
- El flux correcte dels béns perquè es pugui realitzar la relació cost/benefici.

Tot això retribuirà en menor cost, millor qualitat del producte i eliminació de la caducitat.

### Logística inversa
La logística inversa és una estratègia en la gestió de la cadena de subministrament en què una empresa recopila i reutilitza part del seu bé distribuït. Normalment, una xarxa de cadena de subministrament crea un camí perquè les empreses arribin als consumidors. Tot i això, en logística inversa, les empreses creen una nova xarxa de cadena de subministrament que funciona al revés i permet als consumidors arribar a l'empresa.
Les organitzacions que implementen logística inversa redueixen les deixalles i l'impacte ambiental, són accessibles per als consumidors i milloren la ciutadania general.
La logística inversa inclou la gestió dels fluxos físics, d'informació i administratius següents:
- Recollida del producte a les instal·lacions del client.
- Posada en conformitat, reparació, reintegració a stock, destrucció, reciclatge, embalatge i emmagatzematge.

## Professionals de la logística
La logística ha esdevingut una professió molt atractiva dins l'àmbit industrial i comercial, però per sobre de tot a nivell acadèmic. L'Índex d'Acompliment Logístic (IDL) del 2014, un estudi recent dut a terme pel Banc Mundial, considera que la formació dels especialistes en logística i gestió de la cadena de subministrament és una de les tasques més importants per al funcionament de la economia global.
Actualment, els llocs directius de gerència mitjana o superior requereixen un títol acadèmic, per tal de poder controlar i optimitzar les complexes cadenes de subministrament globals, des del proveïdor de la matèria primera fins al consumidor final. Ja hi ha nombroses universitats que ofereixen programes de llicenciatura o màster especialitzats en Logística i Gestió de la Cadena de Subministrament.
Una universitat, on la recerca i l'ensenyament se centra en la Gestió i la Logística de la Cadena de Subministrament, és la Universitat Kühne Logistics a Hamburg (Alemanya).
A més d'un profund coneixement de la Logística i de la Gestió de la Cadena de Subministrament, cal tenir excel·lents habilitats interculturals i parlar diversos idiomes. També és requisit sine qua non tenir un pensament global i analític, a part de capacitat organitzativa i habilitats comunicatives i de lideratge. També resulten molt útils per dur a terme negociacions contractuals amb proveïdors logístics o per preparar decisions de fabricar o comprar, tenir coneixements sobre economia i, per descomptat, és obligatori tenir un coneixement profund sobre els processos i en matèria legal.

## Desafiaments de la logística internacional
La logística internacional presenta diversos reptes complexos que poden obstaculitzar el flux sense problemes de les operacions comercials globals. Alguns dels desafiaments clau que enfronten les empreses quan operen internacionalment

#### La logística internacional presenta diversos desafiaments complexosComplexitats duaneres i reguladores
Les normes i regulacions duaneres varien d'un país a un altre, cosa que fa que la gestió d'enviaments internacionals sigui complexa i faci molt de temps. Les empreses han de complir els requisits duaners específics de cada país per evitar retards i problemes en creuar les fronteres. Els documents duaners, com ara factures comercials, certificats d'origen i llicències d'importació, s'han de preparar amb cura per garantir un enviament sense problemes.

#### Gestió del temps de lliurament
Els terminis de lliurament poden ser un gran desafiament a la logística internacional. Les distàncies més llargues i les limitacions de transport poden provocar retards imprevistos en els terminis de lliurament. A més, les vagues, les condicions climàtiques adverses i els problemes logístics locals també poden afectar els horaris de lliurament planificats. És essencial establir sistemes de seguiment i gestió d'enviaments per minimitzar els retards i mantenir els clients informats dels temps de lliurament estimats.

#### Gestió de costos
La logística internacional pot ser costosa a causa de les tarifes de transport, drets de duana, impostos i despeses addicionals relacionades amb les operacions transfrontereres. Les empreses han de trobar un equilibri entre la reducció de costos i el compliment dels requisits dels seus clients. La consolidació de les trameses, l'ús de serveis de transport multimodal i la negociació de tarifes competitives amb els proveïdors de serveis logístics poden ajudar a reduir els costos generals de la cadena de subministrament.

#### Gestió de riscos
La gestió eficaç de riscos és un aspecte crucial de la logística internacional. Les empreses han de considerar els riscos relacionats amb retards al lliurament, danys als béns, robatori, problemes de qualitat i problemes de seguretat. Una planificació minuciosa, una cobertura d'assegurança adequada i associacions sòlides amb transportistes de confiança poden ajudar a minimitzar els riscos i garantir la seguretat de l'enviament.

#### Comunicació i Coordinació Internacional
La comunicació i la coordinació eficients entre les diverses parts interessades internacionals són essencials per garantir una logística fluida i sense problemes. Les barreres lingüístiques, les diferències culturals i les zones horàries poden complicar la comunicació i provocar malentesos o retards. L'ús de tecnologies de comunicació avançades, com ara els sistemes de gestió de transport (TMS) i les plataformes de seguiment d'enviaments, pot facilitar la coordinació i millorar la visibilitat de la cadena de subministrament.

Fer front a aquests desafiaments requereix un enfocament estratègic i adaptatiu per a la gestió logística internacional. Les empreses que poden navegar aquestes complexitats de manera efectiva estan millor posicionades per prosperar al mercat global i proporcionar serveis fiables als seus clients a tot el món.